# كاسبر يورغنسن (كرة يد)
كاسبر يورغنسن (بالدنماركية: Kasper Jørgensen)‏ هو لاعب كرة يد دانمركي. يلعب حاليا مع نادي جوج لكرة اليد في الدوري الدنماركي لكرة اليد. مثل منتخب الدنمارك لكرة اليد.